# Digital film
Digital film är ett begrepp som används för att beskriva det som förväntas ersätta den traditionella filmen för biografer. Digital film produceras med hjälp av digitala filmkameror och visas på en biograf med en digital filmprojektor. Nuvarande standard på bildupplösningen har namngivit de två alternativ som finns, 2K och 4K, vilka har en horisontell upplösning på 2048 respektive 4096 pixlar.

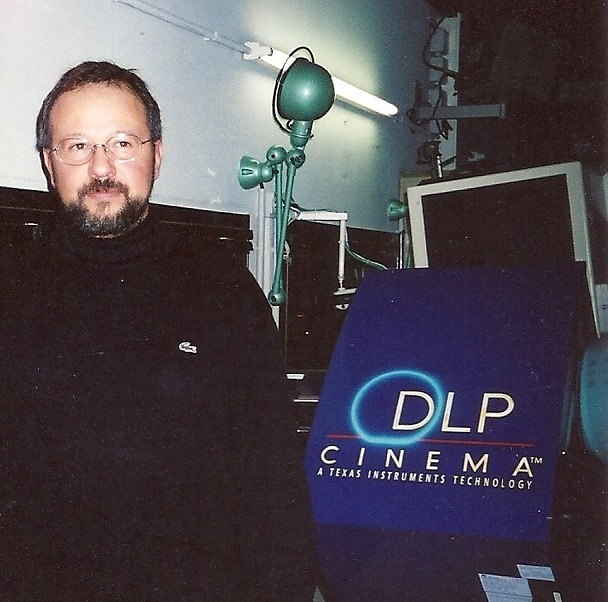
DLP CINEMA-teknik av Texas Instruments (2000)

Den 2 februari 2000 : första digital filmvisning i Europa, genom Philippe Binant, med DLP CINEMA-teknik av Texas Instruments.